# Allt om läkemedel
Allt om läkemedel är en tidskrift om läkemedel som för allmänheten. Samma organisation som ger ut tidningen har sedan lång tid tillbaka givit ut Läkemedelsvärlden, som har de yrkesaktiva inom området som målgrupp.

### Fotnoter
1. ↑  ”Allt om läkemedel: Kontaka oss”. Arkiverad från originalet den 5 april 2007. https://web.archive.org/web/20070405162944/http://www.alltomlakemedel.se/?Kontakta_redaktionen. Läst 25 april 2007.
2. 1 2  Allt om läkemedel, Libris 10132019
3. ↑  ”Allt om läkemedel”. Arkiverad från originalet den 27 april 2007. https://web.archive.org/web/20070427174237/http://www.alltomlakemedel.se/. Läst 25 april 2007.
4. ↑  TS-kontrollerad upplaga 2006